# Lewinia pectoralis
El rascón pectoral (Lewinia pectoralis) es una especie de ave gruiforme de la familia Rallidae. Se encuentra en Australia, la isla de Flores y Nueva Guinea. Su hábitat natural es el bosque tropical húmedo.

## Subespecies
Posee ocho subespecies descritas:
Indonesia
- L. p. exsul (Hartert, 1898) – isla de Flores, Wallacea.

Nueva Guinea
- L. p. mayri (Hartert, 1930) – montañas Arfak
- L. p. captus (Mayr & Gilliard, 1951) - Nueva Guinea central.
- L. p. insulsus (Greenway, 1935) - montañas Herzog.
- L. p. alberti (Rothschild & Hartert, 1907) - montañas del sudeste de Nueva Guinea.

Australia
- L. p. clelandi (Mathews, 1911) – suroeste de Australia (extinto).
- L. p. pectoralis (Temminck, 1831) – este y sudeste de Australia.
- L. p. brachipus (Swainson, 1838) – Tasmania.